# Кубок Габону з футболу
Кубок Габону з футболу (фр. Coupe du Gabon de football) — футбольне змагання, яке щорічно проводить Габонська федерація футболу серед футбольних клубів Габону. Взяти участь можуть усі команди країни, а турнір проходить за системою прямого вибування.
Команда-переможець кваліфікується до Кубку конфедерації КАФ.

## Історія
Перший розіграштрофею, відомого як кубок Габону, ймовірно, розіграли 1961 року. Першим відомим володарем трофею став «Мангаспорт» (1964). На той час учасники турніру ще проходили кваліфікацію до основної сітки турніру через регіональні кваліфікаційні раунди, тому в деяких випадках відомі лише провінції, які пройшли кваліфікацію.
У сезоні 1984/85 років турнір змінив назву на Міжклубний кубок Габону. З 2003 по 2013 рік, за декількома винятками, володар кубку також кваліфікувався до Суперкубку Габону, в якому змагався за рофей з чемпіоном вищого дивізіону чемпіонату Габону, Національний чемпіонат Д1.

## Інші турніри
Кубок незалежності, який проводенться на День незалежності Габону, проводиться з 1983 року. Після перших двох розіграшів у 1938/84 та 1984/85 роках він тимчасово не проводився, оскільки проводився кубок Габону. Починаючи з 2003 року проводиться час від часу і тепер призначений переважно для провінційних етапах турніру.
У сезоні 2019 року відбувся перший розіграш кубку ліги Габону. Завдяки цій інновації, Міжклубний кубок Габону було призупинено до подальшого повідомлення.

## Переможці та фіналісти
| Сезон   | Переможець        | Результат        | Фіналіст                     |
| ------- | ----------------- | ---------------- | ---------------------------- |
| 1961-63 | Невідомо          | Невідомо         | Невідомо                     |
| 1964    | «Мангаспорт»      |                  |                              |
| 1965-77 | Невідомо          | Невідомо         | Невідомо                     |
| 1978    | «Стад Манджи»     |                  |                              |
| 1979    | «Стад Манджи»     |                  |                              |
| 1980-83 | Невідомо          | Невідомо         | Невідомо                     |
| 1984    | «105 Лібревіль»   | 2-1              | «Согара»                     |
| 1985    | «Согара»          |                  |                              |
| 1986    | «105 Лібревіль»   |                  |                              |
| 1987    | «УСМ Лібревіль»   |                  | «Мбілінга»                   |
| 1988    | «Вантюр Манжунжу» | 1-0              | «Шеллспорт»                  |
| 1989    | «Петроспорт»      |                  |                              |
| 1990    | «Шеллспорт»       |                  |                              |
| 1991    | «УСМ Лібревіль»   |                  |                              |
| 1992    | «Телестар»        | 4 - 0            | «105 Лібревіль»              |
| 1993    | «Мбілінга»        | 2 - 1 (д.ч.)     | «Дельта Спортс» (Лібревіль)  |
| 1994    | «Мангаспорт»      | 4 - 3            | «Петроспорт»                 |
| 1995    | «Мбілінга»        |                  |                              |
| 1996    | «105 Лібревіль»   |                  |                              |
| 1997    | «Мбілінга»        |                  |                              |
| 1998    | «Мбілінга»        | 3 - 0            | «Вонгоспорт» (Лібревіль)     |
| 1999    | «УС Бітам»        | 2 - 1            | «Оглес Вертс» (Порт-Жентіль) |
| 2000    | «АО Евізо»        |                  |                              |
| 2001    | «Мангаспорт»      | 1-0              | «ТП Аквембе» (Лібревіль)     |
| 2002    | «УСМ Лібревіль»   | 1 - 1 (4-2 пен.) | «ЖС Лібревілль»              |
| 2003    | «УС Бітам»        | 1 - 1 (4-3 пен.) | «УСМ Лібревіль»              |
| 2004    | «105 Лібревіль»   | 3 - 2            | «Мангаспорт»                 |
| 2005    | «Мангаспорт»      | 2 - 0            | «Сого» (Лібревіль)           |
| 2006    | «Телестар»        | 3 - 2            | «105 Лібревіль»              |
| 2007    | «Мангаспорт»      | 1 - 0            | «Сого»                       |
| 2008    | «УСМ Лібревіль»   | 2 - 1            | «Мангаспорт»                 |
| 2009    | «105 Лібревіль»   | 2 - 1            | «Сого»                       |
| 2010    | «УС Бітам»        | 2 - 1            | «Міссіле» (Лібревіль)        |
| 2011    | «Мангаспорт»      | 1 - 0            | «АС Пелікан»                 |
| 2012    | Не проводився     | Не проводився    | Не проводився                |
| 2013    | «Мунана»          | 2 - 0            | «УС Бітам»                   |
| 2014    | Не проводився     | Не проводився    | Не проводився                |
| 2015    | «Мунана»          | 2 - 1            | АФЖ (Лібревіль)              |
| 2016    | «Мунана»          | 3 - 0            | «Аканда»                     |

## Перемоги по клубах
| Клуб                   | Місце          | Чемпіон | Роки чемпіонств                    |
| ---------------------- | -------------- | ------- | ---------------------------------- |
| «Мангаспорт»           | Моанда         | 6       | 1964, 1994, 2001, 2005, 2007, 2011 |
| «Мбілінга» (Шеллспорт) | Порт-Жантіль   | 5       | 1990, 1993, 1995, 1997, 1998       |
| 105 Лібревіль (АСМО)   | Лібревіль      | 5       | 1984, 1986, 1996, 2004, 2009       |
| «УСМ Лібревіль»        | Лібревіль      | 4       | 1987, 1991, 2002, 2008             |
| «УС Бітам»             | Бітам          | 3       | 1999, 2003, 2010                   |
| «Мунана»               | Лібревіль      | 3       | 2013, 2015, 2016                   |
| «Телестар»             | [[[Лібревіль]] | 2       | 1992, 2006                         |
| «Стад Манджи»          | Порт-Жантіль   | 2       | 1978, 1979                         |
| «Петроспорт»           | Порт-Жантіль   | 1       | 1989                               |
| Вантур Мангунгу        | Лібревіль      | 1       | 1988                               |
| «АО Евізо»             | Ламбарен       | 1       | 2000                               |
| «Согара»               | Порт-Жантіль   | 1       | 1985                               |